# Miroslav Šustera
Miroslav Šustera (15. března 1878 Žerotín, dnešní okres Louny – 5. prosince 1961 nebo 15. prosince 1961 Praha) byl český atlet a olympionik. Jeho bratrem byl entomolog Oldřich Šustera.

## Život
Narodil se 15. března 1878 v Žerotíně v tehdejším Lounském hejtmanství Žateckého kraje, přesněji na tzv. Dolejší hospodě (dům č. p. 36), která je sice de facto součástí Panenského Týnce, ale leží na kraji žerotínského katastru. Jeho otec Antonín Šustera byl zdejším rolníkem, matka Eugenie za svobodna Bečvářová byla dcerou revírníka Jana Bečváře z Panenského Týnce. Dědeček Josef Šustera provozoval po boku manželky Any právě Dolejší hospodu jako hostinský. Zatímco Miroslav se věnoval vrcholovému sportu, jeho o rok mladší bratr Oldřich Šustera se uplatnil jako entomolog pečující o sbírky blanokřídlého hmyzu v Národním muzeu v Praze.

### Kariéra
Při závodech o Kaufmannův pohár 1. května 1913 předvedl poprvé v Brně i na Moravě novou atletickou disciplínu – hod kladivem a dosáhl výkonu 40,92 m. Zde soutěžil jako člen klubu SK Slávia Praha.
Titul mistra Čech ve vrhu koulí vybojoval 19. července 1914 v Kladně výkonem 11,85 m.
Reprezentoval také Čechy na olympijských hrách. Nejprve na athénských mezihrách v r. 1906 v hodu diskem, pětiboji a řecko-římském zápase, dále na
LOH 1908, kde soutěžil v hodu diskem a řecko-římském zápase, a na LOH 1912 v hodu diskem. Na LOH 1908 byl vlajkonošem.

## Galerie

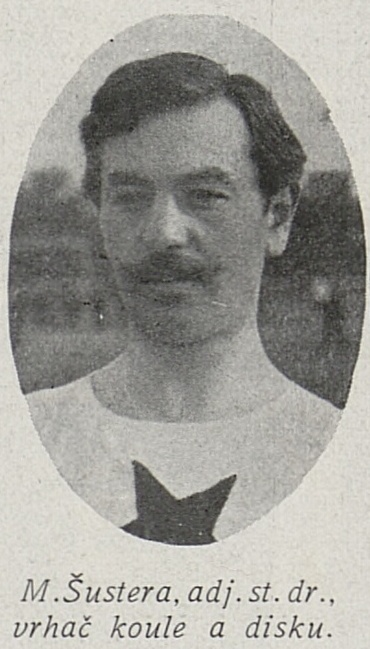
Miroslav Šustera ve věku 35 let, atlet S.K. Slavia Praha, časopis Světozor, 1913
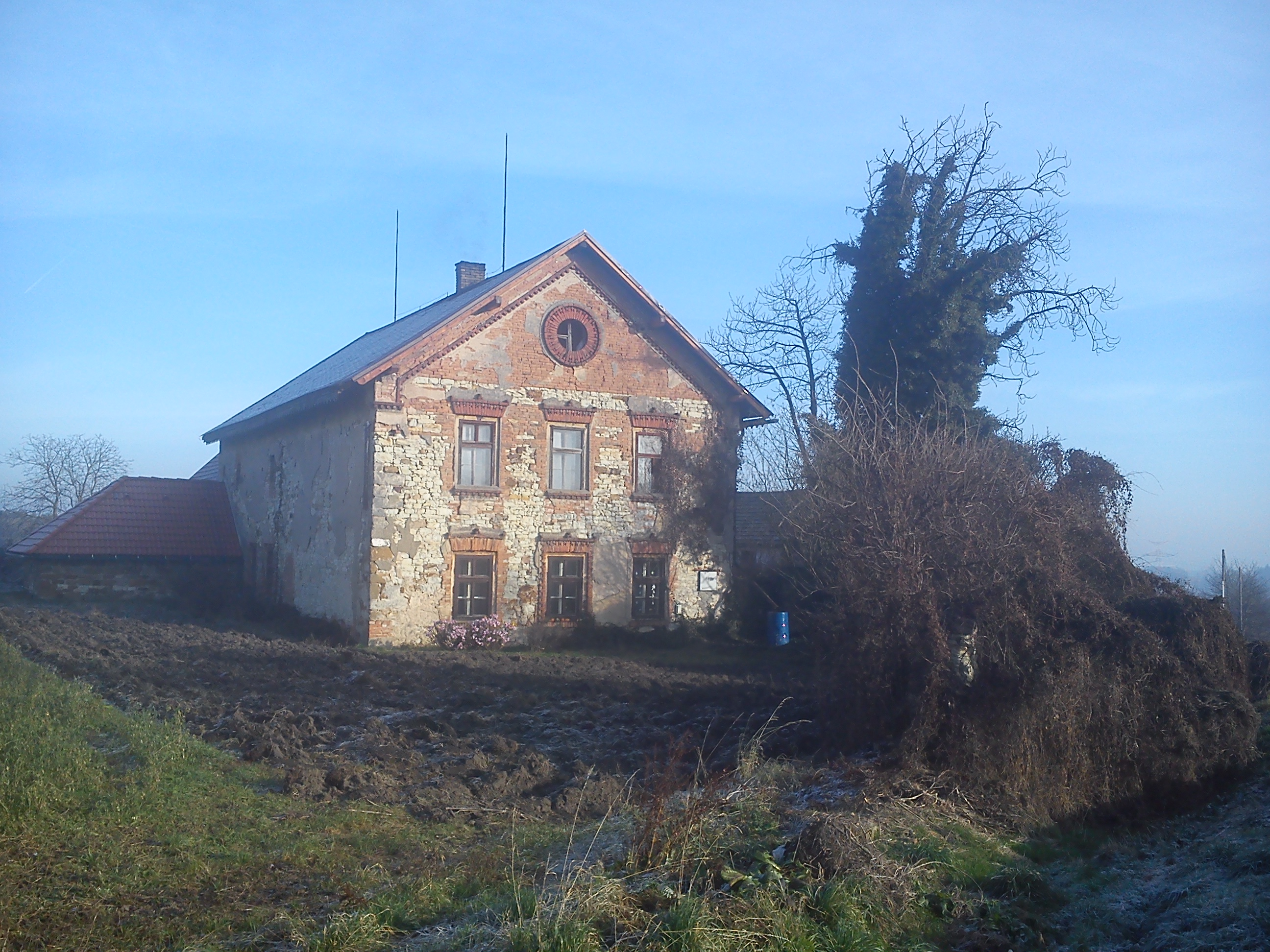
Dolejší hospoda v Panenském Týnci, kde se Miroslav Šustera narodil